# Комітет з освіти (Швеція)
Комітет з освіти (швед. utbildningsutskottet, UbU) — комітет у парламенті Швеції, що готує питання, які стосуються дошкільної діяльності та догляду за дітьми, шкільної системи, вищої освіти та досліджень, а також підтримки студентів.
Головою комітету є Гунілла Сванторп (Партія соціал-демократів), а її заступником є Роджер Гаддад (Партія лібералів).

## Список голів комітету
| Ім'я               | Термін    | Політична приналежність |
| ------------------ | --------- | ----------------------- |
| Ларс Густафссон    | 1986-1991 | Соціал-демократи        |
| Ан-Кетрін Гаглунд  | 1991-1993 | Помірні                 |
| Ганс Нюгадж        | 1993-1994 | Помірні                 |
| Беріт Лефстедт     | 1994-1995 | Соціал-демократи        |
| Ян Бйоркман        | 1995-2006 | Соціал-демократи        |
| Софія Ларсен       | 2006-2010 | Партія центру           |
| Маргарета Пальссон | 2010-2012 | Помірні                 |
| Томаш Тобі         | 2012-2014 | Помірні                 |
| Лена Галленгрен    | 2014-2018 | Соціал-демократи        |
| Матильда Ернкранс  | 2018-2019 | Соціал-демократи        |
| Гунілла Сванторп   | 2019-н.ч. | Соціал-демократи        |

## Перелік заступників Голови Комітету
| Ім'я                | Термін    | Політична приналежність |
| ------------------- | --------- | ----------------------- |
| Лена Гйельм Валлен  | 1991-1994 | Соціал-демократи        |
| Беатріс Аск         | 1994-1998 | Помірні                 |
| Бритт-Марі Данестіг | 1998-2006 | Ліва партія             |
| Марі Гранлунд       | 2006-2010 | Соціал-демократи        |
| Мікаель Дамберг     | 2010-2012 | Соціал-демократи        |
| Ібрагім Байлан      | 2012-2014 | Соціал-демократи        |
| Торкільд Страндберг | 2014      | Ліберали                |
| Крістер Нюландер    | 2014-2018 | Ліберали                |
| Роджер Гаддад       | 2018-н.ч. | Ліберали                |

## Зовнішні посилання
- Парламент - Комітет з освіти [Архівовано 6 квітня 2016 у Wayback Machine.]